# Ряд Неймана
Ряд Неймана — это ряд вида:
{\displaystyle \sum _{n=0}^{\infty }T^{n},}
где {\displaystyle T} — это некоторый оператор. В этом случае {\displaystyle T^{n}} означает суперпозицию из {\displaystyle n} одинаковых операторов {\displaystyle T}. Если же {\displaystyle T} — элемент кольца, то {\displaystyle T^{n}} будет означать {\displaystyle n}-ю степень элемента {\displaystyle T}.
Ряд Неймана является обобщением понятия суммы геометрической прогрессии.
Основным свойством ряда Неймана является то, что
{\displaystyle (I-T)^{-1}=\sum _{n=0}^{\infty }T^{n},}
где {\displaystyle I} — единичный элемент. В случае операторов для этого достаточно того, чтобы линейный ограниченный оператор {\displaystyle T}, действующий в банаховом пространстве {\displaystyle X}, имел норму либо спектральный радиус, меньший единицы. Так, в случае матриц данный ряд позволяет обратить матрицу вида {\displaystyle I-F}, где {\displaystyle \lambda _{max}(F)<1} — максимальное собственное значение матрицы {\displaystyle F}.
В случае кольца с единицей конструкция, аналогичная ряду Неймана, позволяет обращать элементы вида {\displaystyle 1-p}, где {\displaystyle p} — нильпотент. В этом случае ряд Неймана принимает вид конечной суммы
{\displaystyle \sum _{n=0}^{m-1}p^{n},}
где {\displaystyle m} — индекс нильпотента {\displaystyle p}.